# Plaza del Emperador Carlos V
La plaza del Emperador Carlos V es una glorieta de Madrid, donde confluyen el paseo del Prado, la calle de Atocha, la calle de Santa Isabel (peatonal en ese tramo), la ronda de Atocha, el paseo de Santa María de la Cabeza, el paseo de las Delicias, la calle de Méndez Álvaro, el paseo de la Infanta Isabel y la avenida Ciudad de Barcelona. Hasta 1941 tuvo el nombre de plaza de Atocha o glorieta de Atocha, nombres por los que sigue siendo conocida. Dio nombre a la estación del Mediodía o de Atocha, la principal estación ferroviaria de Madrid.
En esta plaza también se encuentra el Museo Nacional Centro de Arte Reina Sofía (antiguo Hospital General), el Ministerio de Agricultura o el Hotel Mediodía.

## Historia

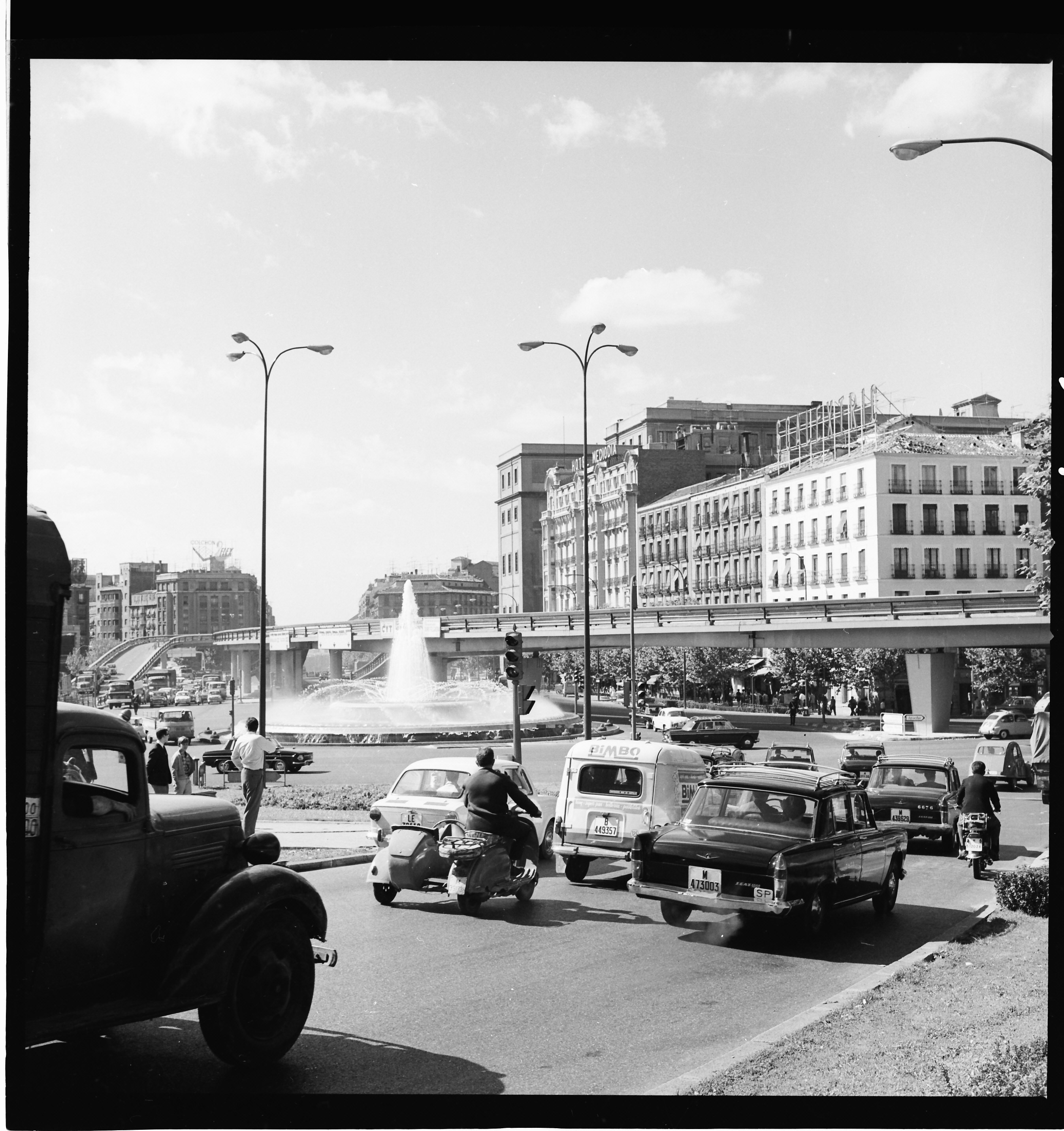
Plaza en 1968 con el recién inaugurado «scalextric de Atocha».

Debe su nombre a la puerta de Atocha derribada en 1850 (que estuvo situada donde se colocó luego una réplica de la fuente de la Alcachofa). En 1941 se le dio a la glorieta el nombre actual para evitar duplicidad o confusión con la calle de Atocha.
En un lado de la glorieta se alza desde 1892 la estación de Atocha, construida por Alberto de Palacio y convertida cien años después en un invernadero tropical que sirve de apeadero al AVE. En 1968 se construyó el primer paso elevado para coches de Madrid: el llamado "scalextric de Atocha", desmontado en 1986. En el centro de la glorieta se puso una copia de la fuente de la Alcachofa, obra de Ventura Rodríguez que había estado en este mismo lugar y que en 1880 había sido trasladada al Retiro. Frente a la cuesta de Moyano se halla la estatua de Claudio Moyano.

## "Scalextric"
Antes de la construcción del paso elevado, se encontraba una fuente en medio de la plaza, la fuente de la Alcachofa. En 1968 se construyeron en la glorieta unos enlaces viarios con tres pasos a distinto nivel. Todo su conjunto medía más de un kilómetro y fue apodado por la población "scalextric" debido al juego de automóviles. Con esta construcción, muy empleada en aquella época, se ocultó a la vista la glorieta, destruyendo su interés urbanístico. Fue inaugurado en la noche del 16 de mayo de 1968 por el ministro de Obras Públicas del momento, Federico Silva Muñoz. Costó 64 millones de pesetas.
En 1985 comenzaron las obras para su retirada, ya que no había resuelto el problema del tráfico. Estas obras no finalizaron hasta 1986 e incluyeron la instalación de una réplica de la fuente de la Alcachofa que fue ubicada en el lugar donde se encontraba la original y la creación de una rotonda con semáforos para el movimiento de coches. Como alternativa al problema del tráfico, se construyó un paso subterráneo entre el conjunto formado por la avenida de la Ciudad de Barcelona y el paseo de la Infanta Isabel, y la Ronda de Atocha, bajo la plaza y las vías de Cercanías del túnel de la risa.

## Transportes

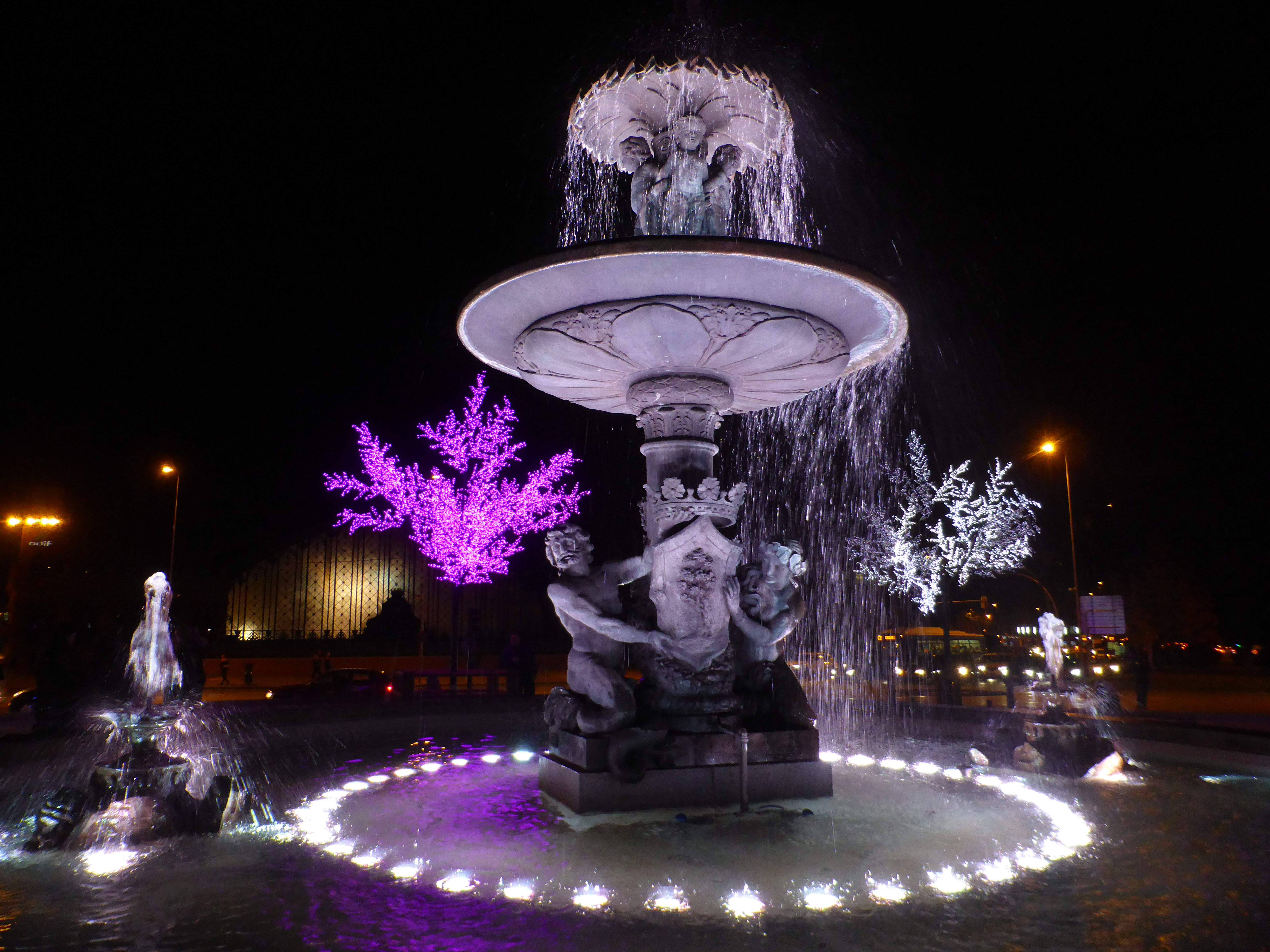
Réplica en bronce de la fuente de la Alcachofa.

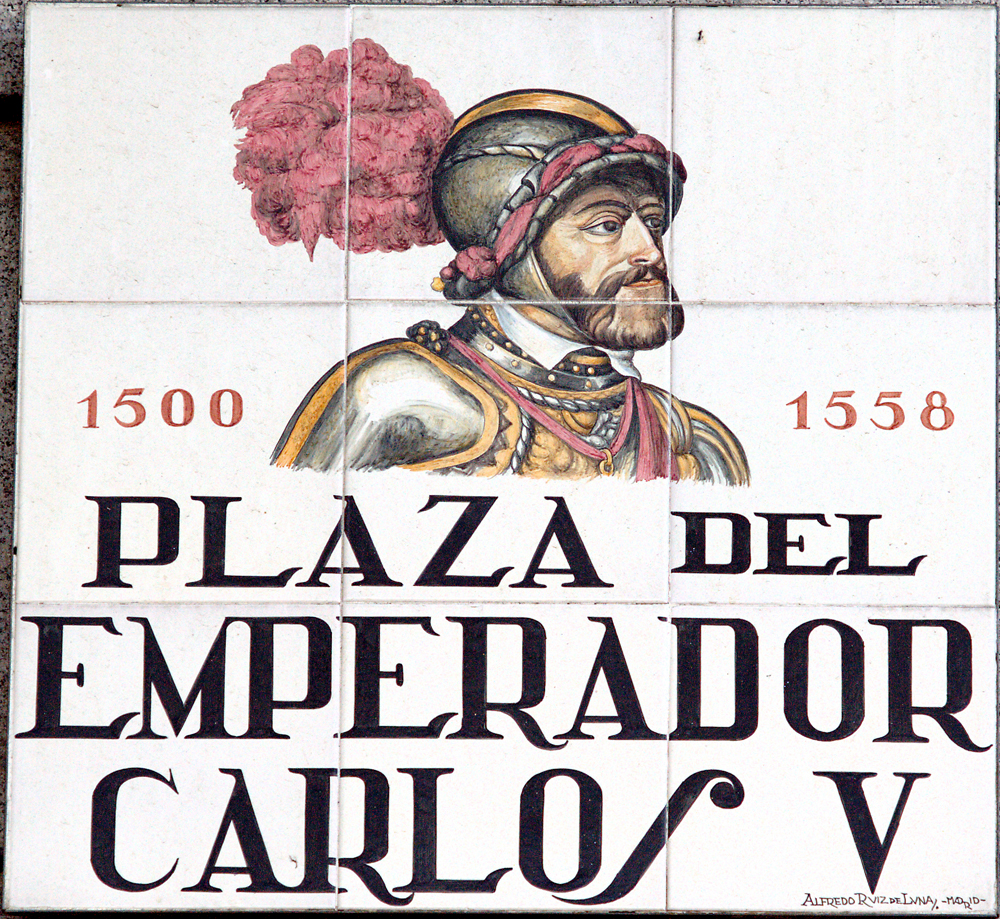
Placa de azulejos del callejero de Madrid

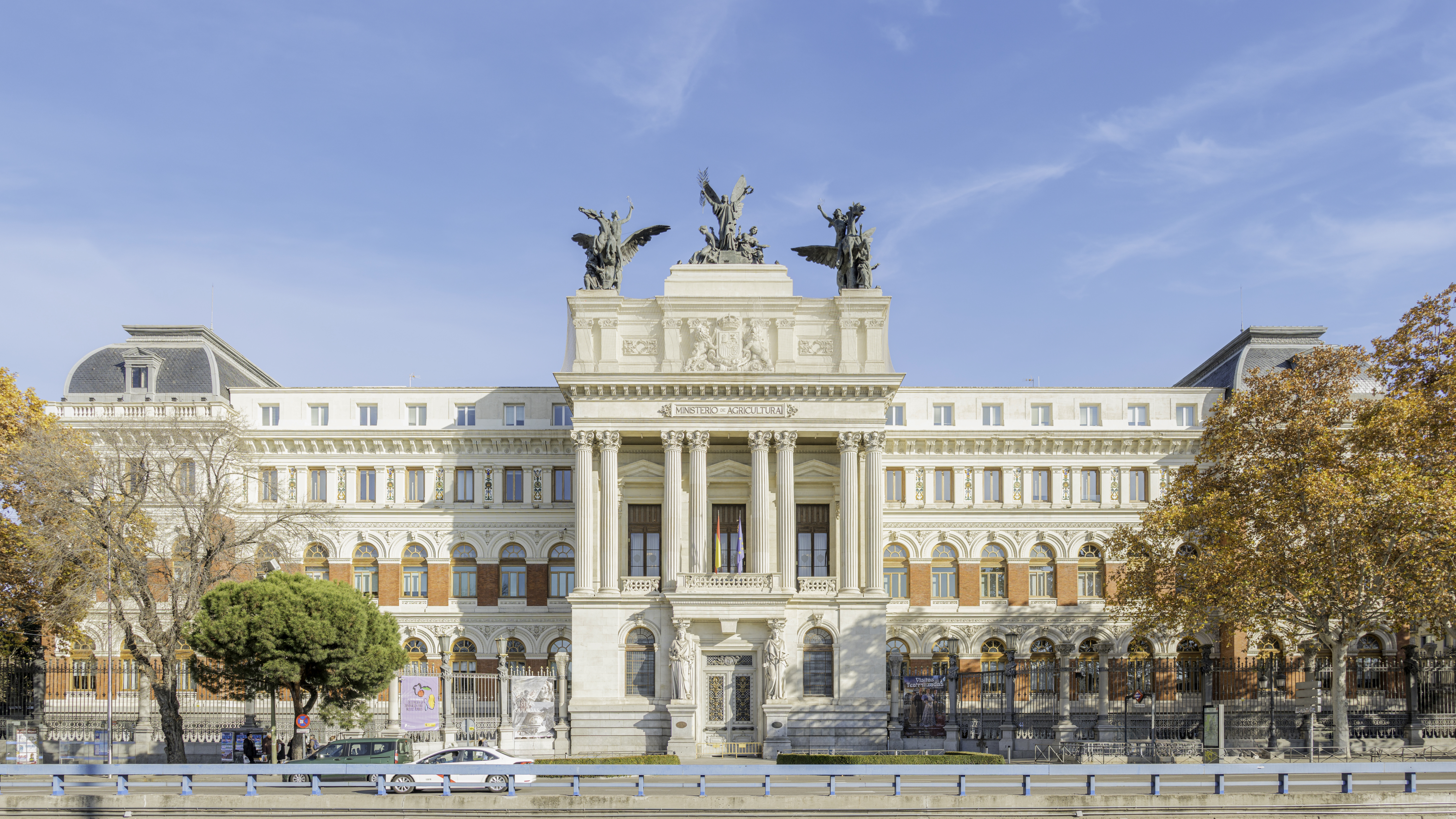
Sede del Ministerio de Agricultura.

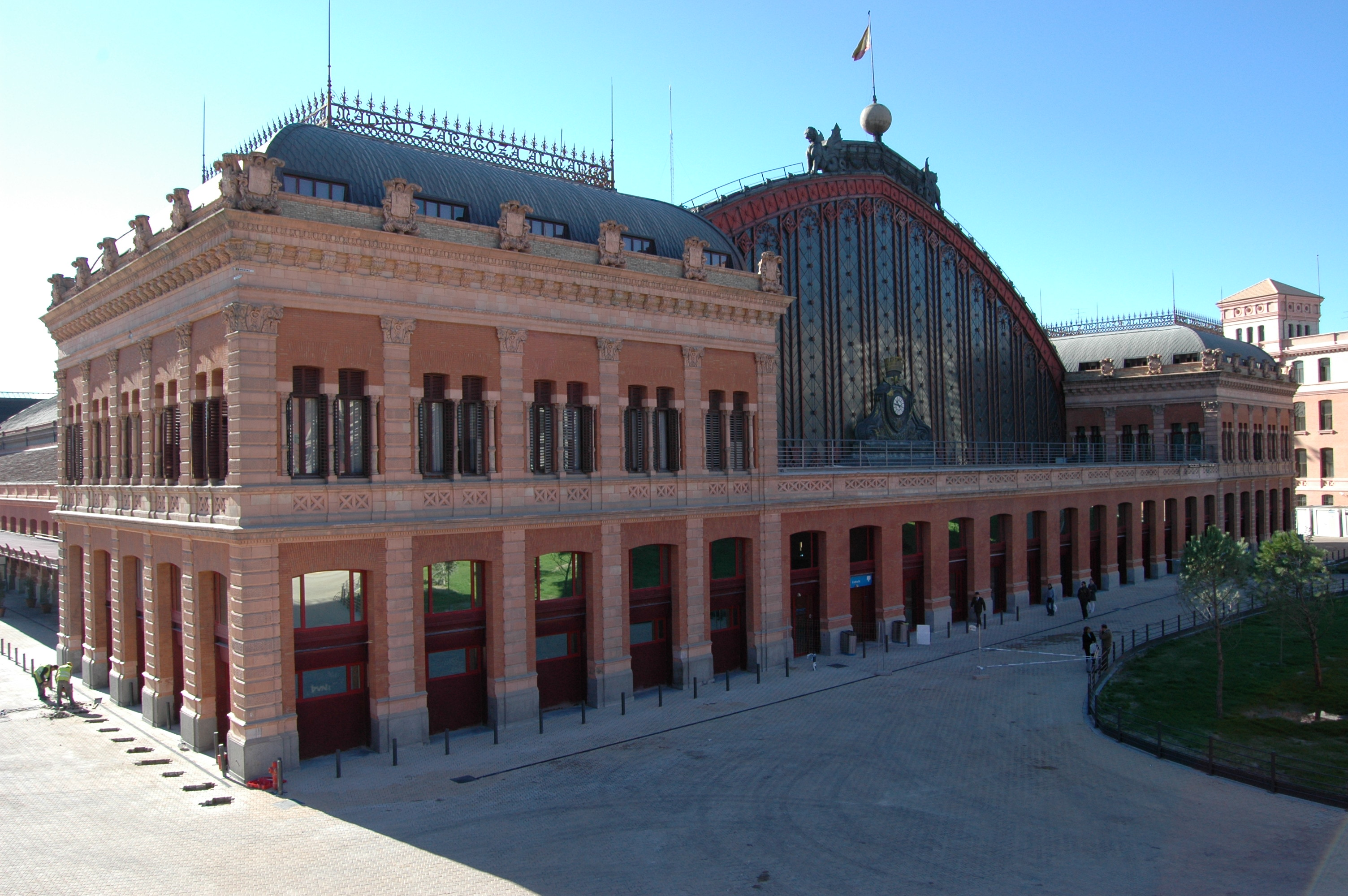
Estación de Atocha.

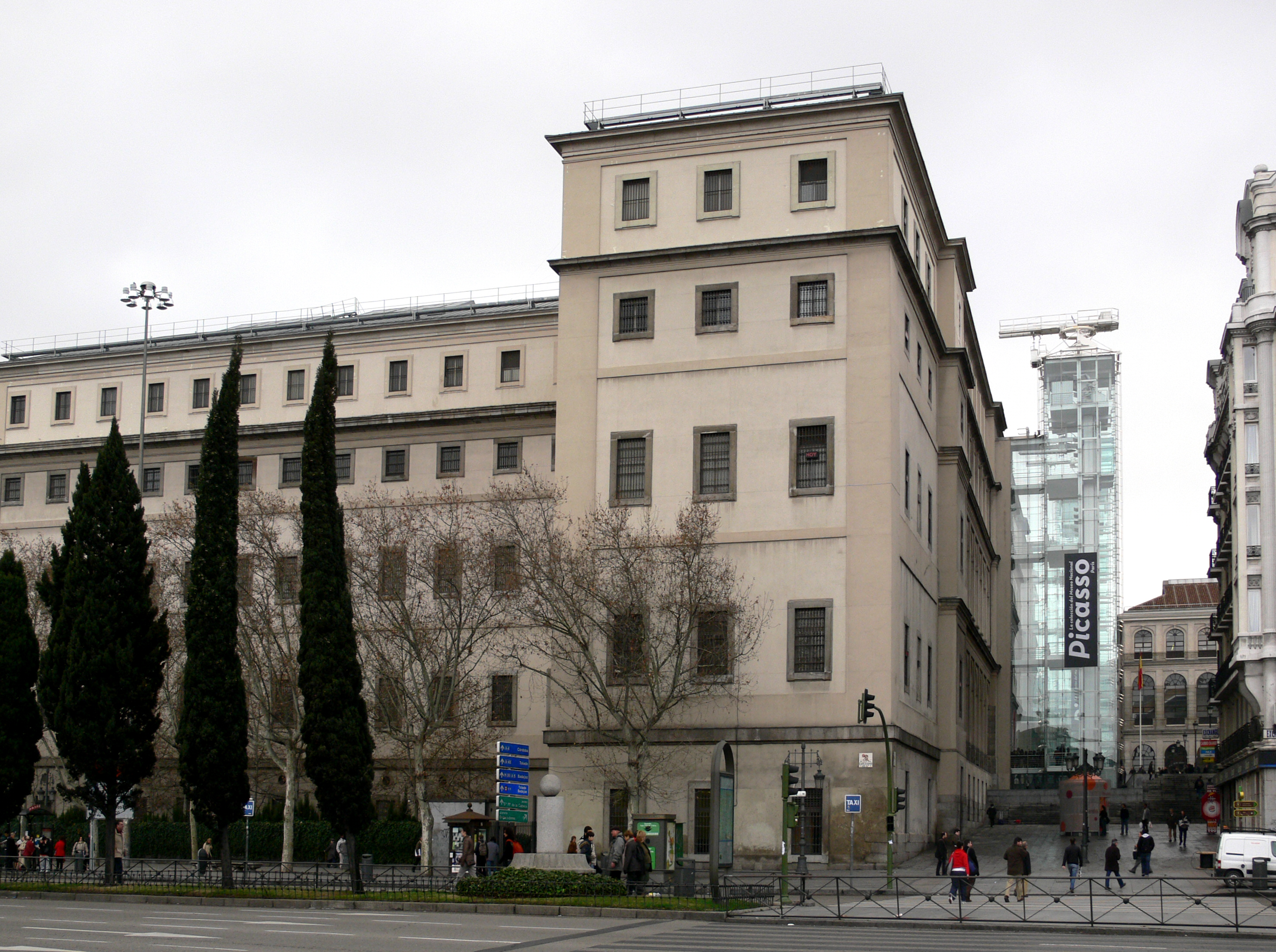
Museo Nacional Centro de Arte Reina Sofía.

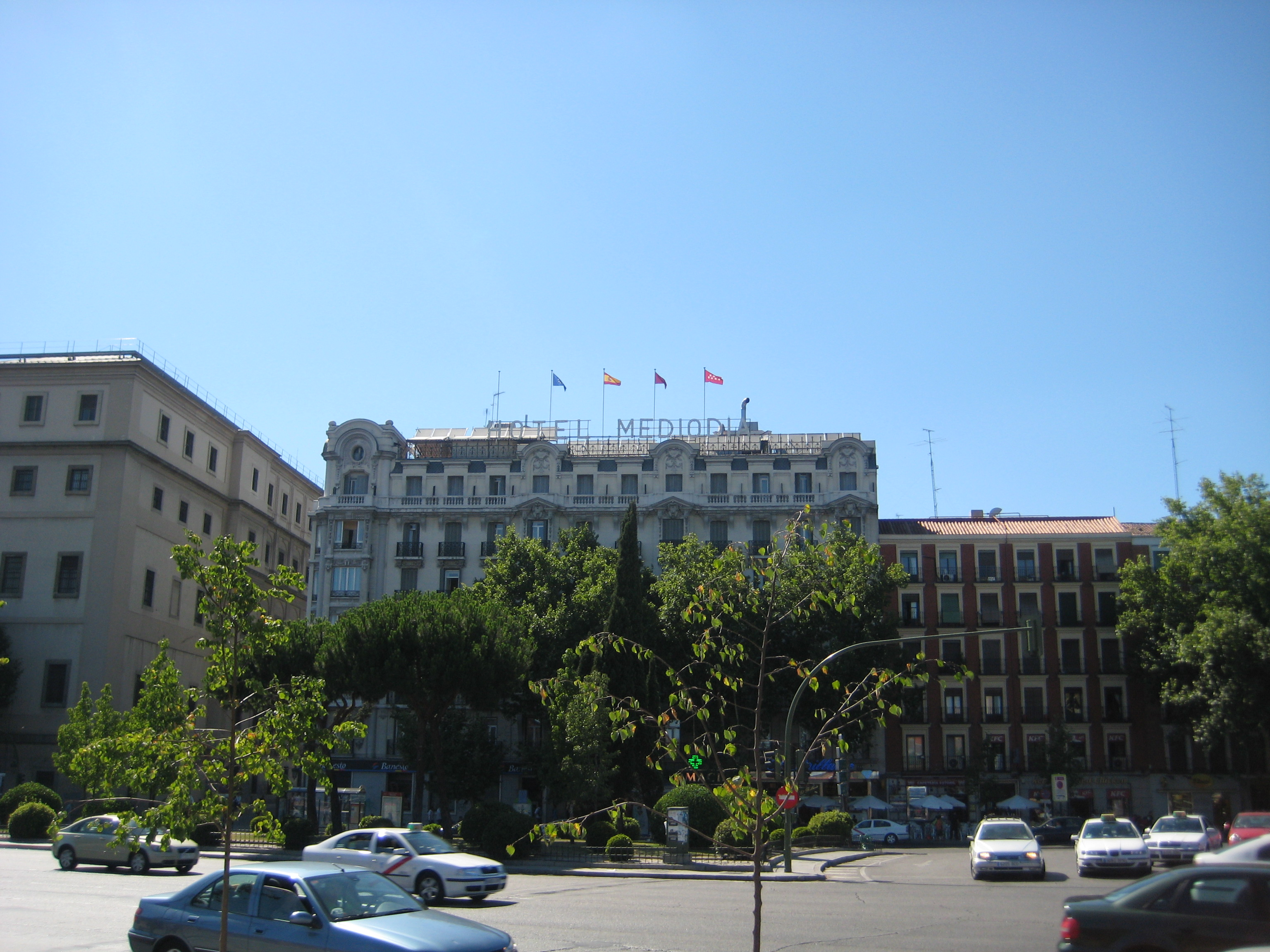
Hotel Mediodía.

### Metro
Bajo la plaza se encuentra la Estación del Arte, de la línea 1 del Metro de Madrid.

### Autobuses
En esta plaza tienen parada las siguientes líneas:
| Línea | Terminales                                        |
| ----- | ------------------------------------------------- |
| 6     | Jacinto Benavente - Orcasitas                     |
| 10    | Cibeles - Palomeras                               |
| 14    | Conde de Casal - Avenida de Pío XII               |
| 26    | Tirso de Molina - Diego de León                   |
| 27    | Embajadores - Plaza de Castilla                   |
| 32    | Jacinto Benavente - Pavones                       |
| 34    | Cibeles - Las Águilas                             |
| 37    | Cuatro Caminos - Puente de Vallecas               |
| 45    | Avda. Reina Victoria - Legazpi                    |
| 59    | Estación de Atocha - San Cristóbal de los Ángeles |
| 85    | Estación de Atocha - Butarque                     |
| 86    | Estación de Atocha - Villaverde Alto              |
| C1    | Circular 1 (>> Embajadores)                       |
| C2    | Circular 2 (>> Cuatro Caminos)                    |
| 001   | Estación de Atocha - Moncloa                      |
| C03   | Puerta de Toledo - Argüelles                      |
| E1    | Cibeles - La Peseta                               |
| N9    | Cibeles – Ensanche de Vallecas                    |
| N10   | Cibeles – Palomeras                               |
| N11   | Cibeles – Madrid Sur                              |
| N12   | Cibeles – Butarque                                |
| N13   | Cibeles – Colonia San Cristóbal de los Ángeles    |
| N14   | Cibeles – Villaverde Alto                         |
| N15   | Cibeles – Hospital 12 de Octubre                  |
| N17   | Cibeles – Carabanchel Alto                        |
| N25   | Alonso Martínez – Villa de Vallecas               |
| N26   | Alonso Martínez – Aluche                          |
| NC1   | Circular 1                                        |
| NC2   | Circular 2                                        |

| línea | destino                                         | operador                  |
| ----- | ----------------------------------------------- | ------------------------- |
| 351   | Atocha - Estremera - Barajas de Melo            | Empresa Ruiz              |
| 352   | Atocha - Fuentidueña de Tajo - Tarancón         | Empresa Ruiz              |
| 353   | Atocha - Villamanrique - Santa Cruz de la Zarza | Empresa Ruiz              |
| N401  | Atocha - Pinto - Valdemoro                      | AISA                      |
| N402  | Atocha - Ciempozuelos - Aranjuez                | AISA                      |
| N801  | Atocha - Getafe (Sector III / Pórtico)          | Avanza Movilidad Integral |
| N805  | Atocha - Getafe (Centro / Sector III)           | Avanza Movilidad Integral |
| N806  | Atocha - Parla                                  | Avanza Movilidad Integral |